# Luis Turcios Lima
Luis Augusto Turcios Lima (Guatemala, 23 de noviembre de 1941 - ibídem, 2 de octubre de 1966) fue un militar y luego un comandante guerrillero guatemalteco. Junto a Marco Antonio Yon Sosa se rebeló contra la dictadura del general Miguel Ydígoras Fuentes el 13 de noviembre de 1960, y luego, en 1962, formaron el Movimiento Revolucionario Trece de Noviembre (MR-13). Fue comandante guerrillero hasta su muerte, acaecida en un misterioso accidente automovilístico en el centro de la Ciudad de Guatemala, el 2 de octubre de 1966.

## Rebelión del 13 de noviembre de 1960
Entre el 11 y 12 de noviembre de 1960, un grupo de jóvenes oficiales, suboficiales y soldados del Ejército Nacional de Guatemala se concentraron en la Ciudad de Guatemala con el fin de derrocar al gobierno de Ydígoras Fuentes, fundamentándose por la difícil situación de las unidades militares en cuanto a maltrato y soporte logístico deficiente
y por la corrupción y los malos manejos del Gobierno;
inspirados y alentados por el triunfo de la Revolución cubana,
señalaron en un comunicado que había llegado el momento de actuar para «derrocar al gobierno (…) y formar un gobierno que sea respetuoso de los derechos humanos, que busque los remedios para los males de nuestro país y que tenga una política exterior seria y digna».
Se rebelaron el 13 de noviembre pero por falta de coordinación entre los que dirigen la asonada y por la defección de varios de los conjurados que los traicionaron, tuvieron huir hacia las bases militares de Zacapa y Puerto Barrios, donde creyeron que sus compañeros los ayudarían, pero fueron derrotados. Los principales líderes, teniente y especialista de inteligencia Marco Antonio Yon Sosa y el subteniente y ranger Luis Augusto Turcios Lima se tuvieron que esconder y exilar de Guatemala.

## Inicio de la guerra civil de Guatemala
El 7 de febrero de 1962 se integró un pequeño grupo de jóvenes rebeldes dirigidos por los Yon Sosa y Turcios Lima, junto con César Montes,
creando el Movimiento Revolucionario Trece de Noviembre (MR-13); entre sus miembros aparece también Pablo Monsanto,
quien también era conocido por el sobrenombre de «Manzana». El grupo abrió así un nuevo tipo de lucha política en el país al formar el Movimiento Revolucionario Trece de Noviembre (MR-13) con el fin de derrocar al gobierno por medio de las armas; para ello contactaron con los grupos políticos, en especial con el PGT, para establecer alianzas. La crisis política continuó y el gobierno abrió muchos flancos, iniciándose así la lucha guerrillera en Guatemala.
En la primavera de 1962, se acordó un diálogo directo con los líderes izquierdistas aglutinados en el partido Unidad Revolucionaria Democrática (URD). Los comandantes Turcios Lima y Yon Sosa, y los miembros de la URD, Manuel Colom Argueta, Adolfo Mijangos López, y Américo Cifuentes Rivas se reunieron con el objetivo de conocer, debatir y decidir la propuesta de los comandantes guerrilleros de que la organización política URD, encabezada por sus dirigentes se incorporara a la lucha armada. Se debatió durante más de cinco horas. La respuesta de los dirigentes civiles y profesionales universitarios fue de que no se consideraba viable el camino de la revolución armada para resolver los problemas nacionales, que los componentes de la URD se encaminarían por las vías institucionales, jurídicas y cívicas para asumir el poder sin derramamiento de sangre de ningún guatemalteco.
Después de la fundación del MR-13 en febrero de 1962, pasa un año y se crean las Fuerzas Armadas Rebeldes (FAR) en un pequeño restaurante chino de tradición en la Ciudad de Guatemala: el 7 de febrero de 1963, año que comenzó en caos con movimientos reivindicativos y con huelgas de trabajadores de correos y de la salud, se reunieron en el restaurante Fu Lu L
Sho en la 6a. avenida y 12 calle de la zona 1, a escasas seis cuadras del Palacio Nacional, Yon Sosa, Turcios Lima, y los civiles Bernardo Alvarado Monzón, Mario Silva Jonama, Joaquín Noval y Bernardo Lemus. Acordaron dar a conocer públicamente la creación de las FAR, integrando la representación del Movimiento Trece de Noviembre, el Partido Guatemalteco del Trabajo y el Movimiento 12 de abril, nombrando como jefe militar de la organización al comandante Yon Sosa.

## Elecciones presidenciales de 1966
En marzo de 1966, durante los últimos meses del gobierno del coronel Enrique Peralta Azurdia, treinta y tres líderes del PGT y otros partidos de izquierda «desaparecieron», entre ellos Víctor Manuel Gutiérrez y Leonardo Castillo Flores. Documentos de la CIA desclasificados en 1998 revelaron que habían sido asesinados clandestinamente por las fuerzas armadas.
En 1966, luego de fuertes discusiones internas, el PGT apoyó la candidatura presidencial de Julio César Méndez Montenegro, sosteniendo que se trataba de un candidato progresista y democrático. Sin embargo Montenegro, una vez elegido presidente mantuvo las leyes de represión del comunismo, lo que fortaleció dentro del PGT a los sectores más radicales y partidarios de la lucha armada. Algunos analistas han sostenido que el asesinato de los líderes más moderados de la izquierda, estuvo dirigida a cerrar toda posibilidad de una salida pacífica y empujar a las jóvenes generaciones hacia una guerra civil frontal. Ese mismo año, volvió a Guatemala el poeta guerrillero Otto René Castillo e integró la guerrilla de las Fuerzas Armadas Rebeldes; negándose a permanecer en un refugio en la Ciudad de Guatemala estuvo con los combatientes de la Sierra de las Minas donde se dedicaba a preparar obras de teatro que los combatientes representaban ante los campesinos del área para hacerles llegar el mensaje de la guerrilla.
En ese entonces, los elementos guerrilleros estaban integrados por un grupo de soldados jóvenes y rebeldes, varios de los cuales provenían de las filas del ejército y otros eran estudiantes de secundaria o de la Universidad de San Carlos y dos profesionales (economista y antropólogo), pero sin ningún sustento ideológico, por lo que al ingresar al movimiento, a Otto René Castillo le fue asignado hacerse cargo de la formación en los conceptos teóricos del marxismo de los combatientes.

## Muerte
El 2 de octubre de 1966, Turcios Lima falleció carbonizado en un accidente de tránsito en el kilómetro 11 de la calzada Roosevelt, por donde hoy se encuentra el colegio Italiano ciudad de Guatemala (fuente prensa libre del 3 de octubre de 1966)  a las 3:00 de la mañana, salvándose la mujer que lo acompañaba. Los guerrilleros calificaron la muerte como un atentado, aduciendo que el vehículo en que se conducía Turcios Lima había sido «modificado» para que a determinada velocidad «frenara de repente», ocasionando que volcara y se incendiara. Lo extraño del accidente, es que el comandante guerrillero iba conduciendo el vehículo, sin seguridad o escolta, a tan altas horas de la noche.
La muerte de Turcios Lima ocasionó un desmoronamiento en las filas de las FAR, pero la agrupación trata de reponerse con el nombramiento de César Montes.
Con la muerte de Turcios Lima y la ofensiva contrainsurgente, la desesperación cundió en el grupo y se dieron deserciones y entregas voluntarias a las autoridades. Se estima que al final de este operativo, habían muerto entre cinco mil y seis mil personas. A finales de 1968 el coronel Carlos Arana Osorio informó de manera oficial que se había neutralizado el accionar militar del PGT, las FAR y el MR-13 y se determina que la guerrilla no ha «echado raíces» entre la población civil. Por su comportamiento durante esta ofensiva, Arana Osorio fue conocido como «el Chacal de Oriente».
El Partido Guatemalteco del Trabajo trató de sostener la guerra popular prolongada en tres fases, adoptada en el III Congreso del partido donde se estableció como opción única la utilización de todas las formas de lucha, y lo confirmó un año después al definir que la lucha armada «es la que permitirá el acceso al poder». Sin embargo, ante los errores tácticos y estratégicos cometidos por la dirección del partido, las FAR desautorizaron al PGT en 1968 y decidieron reorganizarse y continuar solos en la lucha.
Las FAR se separaron del PGT con un apoyo generalizado de los sectores juveniles, no solo por los errores tácticos y estratégicos del PGT, sino que también por las diferencias frente a la cuestión indígena: mientras que el PGT sostenía la clásica posición del comunismo ortodoxo, afirmando que la pobreza de los indígenas era una consecuencia directa de las diferencias de clase social, los jóvenes de las FAR, adhiriendo al pensamiento de Ernesto Che Guevara sostenían que los problemas de los indígenas no podían ser abordados solamente mediante los clásicos análisis de clase.